# Thampoa serrata
Thampoa serrata är en insektsart som beskrevs av Huang och Zhang 2002. Thampoa serrata ingår i släktet Thampoa och familjen dvärgstritar. Inga underarter finns listade i Catalogue of Life.